# Niphona sublutea
Niphona sublutea là một loài bọ cánh cứng trong họ Cerambycidae.